# Мор-Булак
Мор-Булак (кирг. Мор-Булак) — село в Аксыйском районе Джалал-Абадской области Кыргызстана. Входит в состав Ак-Сууского айылного аймака.

## География
Село расположено в южной части области, к западу от реки Нарын, на расстоянии приблизительно 39 километров (по прямой) к юго-востоку от города Кербен, административного центра района.

## История
Населённый пункт получил статус села 15 марта 2021 года.

## Население
Согласно оценочным данным Национального статистического комитета Кыргызской Республики, численность населения села на начало 2023 года составляла 374 человека.